# Фолкстон-энд-Хайт
Фолкстон-энд-Хайт (англ. Folkestone and Hythe) — неметрополитенский район (англ. non-metropolitan district) в графстве Кент (Англия). Административный центр — город Фолкстон. До апреля 2018 года район назывался Шепуэй. Имеет то же название, что и парламентский округ Фолкстон и Хайт, хотя округ охватывает несколько более узкую территорию.

## География
Район расположен в юго-восточной части графства Кент на побережье Дуврского пролива.

## История
Район образован 1 апреля 1974 года в результате объединения боро Фолкстон, Лидд (англ.), Нью-Ромни и сельских районов (англ. Rural District) Элхэм и Ромни-Марш.

## Состав
В состав района входят 3 города:
- Лидд
- Нью-Ромни
- Фолкстон

и 26 общин (англ. civil parish).